# Phenkapton
Phenkapton ist eine chemische Verbindung aus der Gruppe der Thiophosphorsäureester.

## Gewinnung und Darstellung
Phenkapton kann durch Reaktion von 2,5-Dichlorthiophenol mit Formaldehyd und Salzsäure durch eine Chlormethylierung, gefolgt von der Veresterung des Zwischenproduktes mit Natriumdiethylphosphordithionat hergestellt werden.

## Verwendung
Phenkapton wird wie sein Derivat Methyl-Phenkapton (CAS-Nummer: 3735-23-7) als Akarizid und Insektizid verwendet.
Die Weltgesundheitsorganisation stuft Phenkapton als veralteten Pestizid-Wirkstoff ein.
In Deutschland, Österreich und der Schweiz sind keine Pflanzenschutzmittel mit diesem Wirkstoff zugelassen. Phenkapton war in der BRD zwischen 1971 und 1974 und in der DDR bis 1967 zugelassen.